# Ogrodnik i jaśniepaństwo
Ogrodnik i jaśniepaństwo, także Ogrodnik i jego chlebodawcy (duń. Gartneren og Herskabet) – baśń literacka autorstwa Hansa Christiana Andersena, wydana po raz pierwszy w 1872 roku.

## Historia
Baśń literacka Ogrodnik i jaśniepaństwo, napisana przez Hansa Christiana Andersena, została po raz pierwszy opublikowana przez wydawnictwo C.A. Reitzel w Kopenhadze 30 marca 1872 roku w zbiorze Nowe Bajki i Opowieści. Trzecia Seria. Nowa [pierwsza] Kolekcja (duń. Nye Eventyr og Historier. Tredie Række. Ny første Samling). Andersen był już uznanym pisarzem, a jego twórczość ewoluowała w kierunku bardziej dojrzałych i refleksyjnych utworów, często zawierających subtelną krytykę społeczną. Przez ostatnie dziesięć lat życia Andersen mieszkał w towarzystwie żydowskiej rodziny Melchiorów, która latem przenosiła się do posiadanego w Rolighed okazałego domu z ogrodem. Posiadłość i relacje przedstawione w baśni przywodzą na myśl Rolighed.
W drugiej połowie XIX wieku Dania przechodziła istotne przemiany społeczne i polityczne. Po klęsce w wojnie z Prusami w 1864 roku i utracie znacznych terytoriów kraj doświadczał kryzysu tożsamości narodowej oraz zmian w strukturze społecznej. Tradycyjna arystokracja traciła na znaczeniu, podczas gdy mieszczaństwo i klasy pracujące zyskiwały coraz większy wpływ.
Andersen, choć sam wywodził się z ubogiej rodziny, miał okazję obserwować życie wyższych sfer, co znalazło odzwierciedlenie w jego twórczości. W „Ogrodniku i jaśniepaństwie” ukazuje relację między ogrodnikiem a arystokratyczną rodziną, która nie docenia jego pracy i talentu, dopóki nie zostaje on dostrzeżony przez innych. Baśń ta może być interpretowana jako alegoria społeczna, podkreślająca wartość pracy i kompetencji niezależnie od pozycji społecznej oraz krytykująca powierzchowność i uprzedzenia klas wyższych.

## Polskie przekłady
Baśń została przetłumaczona na język polski:
- 1931 – Ogrodnik i jego chlebodawcy: Stefania Beylin (tłum.): Baśnie. Warszawa. Brak numerów stron w książce
- 2006 – Ogrodnik i jaśniepaństwo: Bogusława Sochańska (tłum.): Baśnie i opowieści. Tom III 1862–1873. Poznań. s. 299–305. ISBN 978-83-7278-194-9. (z oryginału duńskiego)

## Fabuła

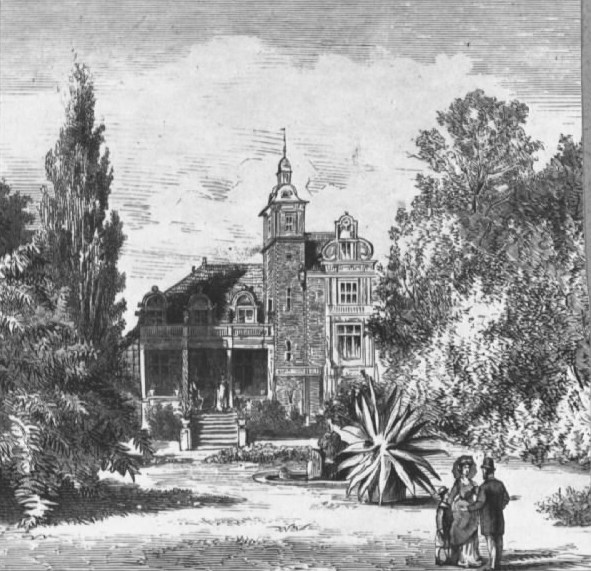
Rolighed, lata 70. XIX wieku

Streszczenia dokonano na podstawie wersji duńskiej w Wikiźródłach.
Rodzina bogatych kopenhażan ma dużą rezydencję za miastem. Posiadłość jest piękna i zadbana, otoczona starannie utrzymanymi ogrodami. Ogrodnik, Larsen, z oddaniem pielęgnuje kwiaty, owoce i warzywa. Stare drzewa, pełne ptasich gniazd, szpecą jednak ogród i przeszkadzają ogrodnikowi. Właściciele nie pozwalają na wycięcie drzew, ceniąc je jako symbol dawnej tradycji.
Larsen sumiennie pracuje i stara się osiągać najlepsze wyniki. Pewnego dnia państwo proszą go o zdobycie szczepów cudownych jabłoni i grusz. Okazuje się, że owoce, które tak ich zachwyciły, pochodzą z ich własnego ogrodu. Ogrodnik przynosi dowód na piśmie. Jego owoce zaczynają być wysyłane do znajomych w kraju i za granicą. Po pewnym czasie państwo znowu proszą o nasiona wyjątkowych melonów z królewskiego stołu. Larsen z dumą wyjawia, że te melony również pochodzą z ich własnego ogrodu. Państwo nie mogą w to uwierzyć, ale ponownie dostają pisemne potwierdzenie. Zaczynają obawiać się, aby Larsen nie zaczął mieć zbyt wysokiego mniemania o sobie.
Gdy Larsen przynosi przepiękną niebieską kwiatową kompozycję, państwo są zachwyceni. Okazuje się jednak, że kwiatem jest zwykła karczochowa główka, co zawstydza gospodarzy przed księżniczką. Księżniczka docenia odkrycie piękna w zwykłej roślinie i postanawia wstawiać karczochy do swych komnat.
Jesienią podczas burzy wiatr wywraca stare drzewa. To smuci właścicieli, ale cieszy ogrodnika. Larsen tworzy nową, piękną część ogrodu, wykorzystując rodzime rośliny i zakładając flagę i zimowy karmnik dla ptaków w okresie Bożego Narodzenia. Jaśniepaństwo nadal mają problem z przyznaniem, że ogrodnik jest powodem ich dumy.

## Adaptacje
- 1994 – Ogrodnik i jego chlebodawcy, polski spektakl telewizyjny, reż. Krystyna Krupska-Wysocka[8]
- 2005 – Pan Andersen opowiada, duńsko-brytyjsko-niemiecki serial animowany (odcinek 12 – Gartneren og herskabet)[9]